# Syngonanthus lagopodioides
Syngonanthus lagopodioides är en gräsväxtart som först beskrevs av August Heinrich Rudolf Grisebach, och fick sitt nu gällande namn av Wilhelm Willy Otto Eugen Ruhland. Syngonanthus lagopodioides ingår i släktet Syngonanthus och familjen Eriocaulaceae. Inga underarter finns listade i Catalogue of Life.